# 瑪努艾拉
瑪努艾拉·伯考歐（1989年1月31日—），是斯洛維尼亞創作歌手，通常被稱作瑪努艾拉（ManuElla）。她代表斯洛維尼亞參加2016年歐洲歌唱大賽，參賽曲是藍與紅。